# Thank God I Found You
«Thank God I Found You» — песня написанная американской певицей Мэрайей Кэри, а также Jimmy Jam, и Terry Lewis для шестого студийного альбома Мэрайи — «Rainbow» 1999 года. В записи песни приняли участие: певец Joe, и группа 98 Degrees. Романтическая баллада стала финальным треком альбома Rainbow, поскольку «Радуга (Rainbow)» — это счастье, которое наступает после «Шторма» — проблем в отношениях. Трек был издан совместно с ремиксом в качестве второго сингла из этого альбома в 2000 году, и занял первую строчку в чарте Billboard Hot 100, но этот сингл был умеренно успешен за пределами США.

## Оценка критиков
«Thank God I Found You» занял первую строчку в чартах Billboard Hot 100 и Hot R&B/Hip-Hop Songs, сделав Мэрайю рекордсменкой по количеству синглов номер один в те годы — пятнадцать, начиная с 1990 (её дебют с песней «Vision of Love») до 2000 года. Песня так же стала седьмым по счету хитом #1 в чарте R&B. Сингл провел только одну неделю на вершине чарта, временно сместив песню «I Knew I Loved You» группы Savage Garden. Американская ассоциация звукозаписывающих компаний присудила этому синглу золотой сертификат в феврале 2000 года. «Thank God I Found You» был последним синглом #1 Мэрайи до появления «We Belong Together» 2005 года, первым синглом в США для Joe и единственным синглом номер один для группы 98 Degrees.
За пределами США, сингл особенно был успешен в Канаде, где достиг второго места в главном чарте страны. Также он вошёл в лучшую десятку в Великобритании, в двадцатку лучших песен в Бразилии и в лучшие 40 песен в чартах Австралии, Франции и Германии.
Песня получила номинацию «Лучшее совместное вокальное поп-исполнение» от музыкальной премии Американской академии звукозаписи — Grammy Award в 2001 году, проиграв её B. B. King & Dr. John с песней «Is You Is, or Is You Ain’t (My Baby)».

## Ремиксы
Основной ремикс песни называется «Thank God I Found You/Make It Last Forever» или «Thank God I Found You» (Make It Last Remix). Он перезаписан с новыми вокальными партиями, интерполируя с песней «Make It Last Forever» певца Keith Sweat, и имеет немного лирически-мелодичных общих черт с оригинальной версией «Thank God I Found You». В ремиксе снова принимает участие Joe, но на этот раз группа 98 Degrees до записи не была допущена, под руководством Columbia Records было сделано 2 версии с элементами рэпа, который был исполнен рэпером Nas вместо вокальной партии 98 Degrees. Ремикс был включен в третий альбом Joe — My Name Is Joe 2000 года. Британская команда Stargate спродюсировала ремикс «U.K. Stargate» radio mix, который имел более оркестровое и органическое звучание. Jimmy Jam и Terry Lewis так же создали ремикс, который назывался «Celebratory Remix» и имел тяжёлое синтез-звучание.

## Список композиций и форматы
| 5" CD-сингл для Японии (SRCS 2170) 1. «Thank God I found you» (Album Version featuring Joe & 98°) 2. «Thank God I found you» (Make It Last Remix w/o Rap featuring Joe) 3. «Thank God I found you» (Make It Last Remix featuring Joe & Nas) 5" CD-сингл для Великобритании (669058 2) 1. «Thank God I found you» (StarGate Radio Edit) 2. «Thank God I found you» (Make It Last Remix featuring Joe & Nas) 3. «Babydoll» 5" CD-сингл для США (2145) 1. «Thank God I found you» (Make It Last Remix featuring Joe & Nas) 2. «Thank God I found you» (Make It Last Remix w/o Rap featuring Joe) 3. «Thank God I found you» (Make It Last Remix Instrumental) 4. «Thank God I found you» (Celebratory Mix featuring Joe & 98°) | 7" виниловый сингл для США (38-79338) 1. «Thank God I found you» (Album Version featuring Joe & 98°) 2. «Thank God I found you» (Celebratory Mix featuring Joe & 98°) Видео-сингл для США (1766284/285) 1. «Thank God I found you/Make it last forever» (Remix featuring Nas & Joe) 2. «Thank God I found you» (featuring Joe & 98 Degrees) 12" виниловый макси-сингл для США (ISLR16880-2) 1. «Thank God I found you» (Make It Last Remix featuring Joe & Nas) 2. «Thank God I found you» (Make It Last Remix w/o Rap featuring Joe) 3. «Thank God I found you» (Make It Last Remix Instrumental) 4. «Thank God I found you» (Celebratory Mix featuring Joe & 98°) 5. «Thank God I found you» (Album Version featuring Joe & 98°) |

## Видео
Режиссёром официального видеоклипа стал Brett Ratner. Видео показывает Мэрайю, которая поёт песню совместно с Joe и 98 Degrees у Радиостанции 101.3 KDWB Миннесоты в честь ежегодного Последнего Случайного Летнего-Танцевального концерта. Видеоряд наполнен синими небесами, в съемках за кулисами Мэрайя играет со своим псом Джеком и пишет тексты на новые песни. Так же существует дополнительное видео для ремикса «Make It Last Remix», где Мэрайя Кэри с мелкими косичками в ночном клубе с Joe и Nas. Видео режиссировала Sanaa Hamri — материал отснят не в очень хорошем качестве, и был выпущен в формате домашнего видео.

## Позиции в чартах
| Название чарта (2000)                          | Высшее место |
| ---------------------------------------------- | ------------ |
| США Billboard Hot 100                          | 1            |
| США Billboard Hot R&B/Hip-Hop Singles & Tracks | 1            |
| США Billboard Top 40 Tracks                    | 21           |
| США Billboard Mainstream Top 40                | 28           |
| США Billboard Rhythmic Top 40                  | 9            |
| США ARC Weekly Top 40                          | 2            |
| Австралия ARIA Singles Chart                   | 27           |
| Бразилия Singles Chart                         | 15           |
| Канада Singles Chart                           | 2            |
| Франция Top 100 Singles                        | 28           |
| Германия Singles Chart                         | 28           |
| Нидерланды Top 100 Singles                     | 24           |
| Сингапур Airplay Chart                         | 2            |
| Швеция Top 60 Singles                          | 43           |
| Швейцария Top 100 Singles                      | 17           |
| Великобритания Singles Chart                   | 10           |
| Объединенный мировой чарт                      | 8            |